# 稷王山
稷王山，位于中国山西省南部，位于万荣、闻喜、稷山、盐湖四县交界处，海拔高1279米。
山上有稷王庙，相传是后稷教民稼穑之地。